# 格蘭比 (紐約州)
格蘭比（英語：Granby）是一個位於美國紐約州奧斯威戈縣的鎮。

## 人口
根據2020年美國人口普查的數據，格蘭比的面積為120.02平方千米，當中陸地面積為115.64平方千米，而水域面積為4.41平方千米。當地共有人口6520人，而人口密度為每平方千米54人。